# كارولنجيون
السلالة الكَرولِنجية (وتُعرف أيضًا بالكَرلوفِنجية) هي عائلة نبيلة إفرنجية، سُميت بهذا الاسم تيمنًا بشرلمان، حفيد شرل مارتل عمدة القصر، سليل العشيرتين البيبينية والأرنوفنجية من القرن السابع ميلادي. رسّخت العائلة سلطتها في القرن الثامن، وتوارث أفرادها منصبي عمدة القصر ودوق الفرنج، فأصبحوا حكّام الإفرنجة بحكم الأمر الواقع، وكانوا أصحاب السلطة الحقيقية خلف عرش السلالة الميروفنجية. حكمت السلالة الميروفنجية الفرنجة الجرمان، لكنها خُلعت عن العرش عام 751 عبر اتفاق بين البابا والأرستقراطيين، فتُوّج بيبين القصير -ابن شرل مارتيل- ملكًا على الفرنجة. وصلت السلالة الكرولنجية إلى ذروة قوتها في العام 800، عندما تُوّج شرلمان أول إمبراطورٍ على الرومان في الغرب منذ 3 قرون. أدت وفاته عام 814 إلى فترة طويلة من تجزئة الإمبراطورية الكرولنجية وانحدارها، انتهت بصعود مملكة فرنسا والإمبراطورية الرومانية المقدسة.

## الاسم
اتخذت السلالة الكَرولنجية اسمها من (كارولوس)، وهو الاسم اللاتيني لشرل مارتيل، الحاكم الفعلي للفرنجة منذ عام 718 وحتى وفاته. أما الاسم «كارولنجي» يعني «عائلة شرل» ("karolingi" في لاتينية العصور الوسطى، فهو شكل محرّف عن كلمة "karling" أو "kerling" غير الموثقة باللغة الألمانية العليا القديمة، والتي تعني «سليل شرل»).

## تاريخ

### بيبان الأول وأرنُلف من متز
يبدأ نسل الكرولنجيين من عائلتين إفرنجيتين متنافستين، كان لهما أهمية كبيرة، هما العائلتان البيبينية والأرنوفنجية، بعد أن تداخلت اقدارهما في أوائل القرن السابع. جاءت العائلتان النبيلتان من الحدود الغربية لأرض أوستراسيا بين نهري الميز والموزيل، شمال مدينة لياج.
كان بيبان الأول من لاندن وأرنولف من متز أول شخصيتين بارزتين من العائلة، وهما الاسمان اللذان اتخذهما المؤرخون لقبًا للعائلتين، وظهر اسمهما للمرة الأول في الكتاب الرابع من مؤلف تأريخ فريدغر، فكان كل منهما مستشارًا لقلطير الثاني (كلوتير) ملك نوستريا، والأخير هو من «حرض» على تمرد ضد الملك ثيودرك الثاني وعقيلته الملكة برونهِلدة. بسبب المصالح المشتركة، تحالفت عائلتا بيبان وأرنُلف عبر زواج أنسيغِزل بن أرنُلف من بيغة بنت بيبان.
كافأ قلطير أو كلوتير الرجلين على مساعدتهما في غزو أوستراسيا، فمنحهما منصبين مهمين في سلطة أوستراسيا. مع ذلك، كان أرنُلف أول من حصل على المكاسب، فمنحه كلوتير أبرشية متز عام 614، وأوكل إليه مهمة إدارة متز، عاصمة أوستراسيا، وتعليم ابنه الأصغر الذي سيصبح لاحقًا الملك داغوبرط الأول. بقي أرنُلف في هذا المنصب حتى تقاعده عام 629 بعد وفاة كلوتير، فغادر حينها متجهًا إلى مجتمع كنسي قرب هابندوم، ودُفن لاحقًا في دير روميرمون بعد وفاته نحو العام 645.

### بيبان الأول (624-640)
لم يحصل بيبان على المكافآت فوريًا، لكنه مُنح أخيرًا منصب عمدة القصر في أوستراسيا عام 624. كانت هذه المكافأة شديدة الأهمية، فضمنت لبيبان منصبًا ذا شأن عظيم في البلاط الملكي الميروفنجي. كان دور عمدة القصر بمثابة وسيط بين الملك وأقطاب المملكة، وفق ما أوجزه البروفيسور بول فوريكر، وعُدّ العمدة «أهم شخصية غير ملكية في المملكة». لا يزال السبب وراء تأخر مكافأة بيبان غير مؤكدًا، وعلى الأرجح أن هذا المنصب تقلّده شخصيتان سابقًا، هما رادو (613 - نحو العام 617) وتشوكوس (نحو العام 617 - نحو العام 624)، ومن المحتمل أنهما تنافسا سياسيًا لتوطيد علاقتهما مع عائلة غندوين النبيلة في أوستراسيا. عندما انتُخب بيبان لهذا المنصب، أخلص في عمله تحت قيادة الملك كلوتير حتى وفاة الأخير عام 629، وعزز موقع سلطة عائلته في أوستراسيا عبر دعم داغوبرط بن كلوتير عندما أصبح الأخير ملك أوستراسيا عام 623. استغل بيبان، بمساعدة أرنُلف وأقطاب أوستراسيا، الفرصة لدعم اغتيال خصمه السياسي كرودَلد، وهو لورد من عائلة أغيلوفنغ.

## تاريخ السلالة الكرولنجية

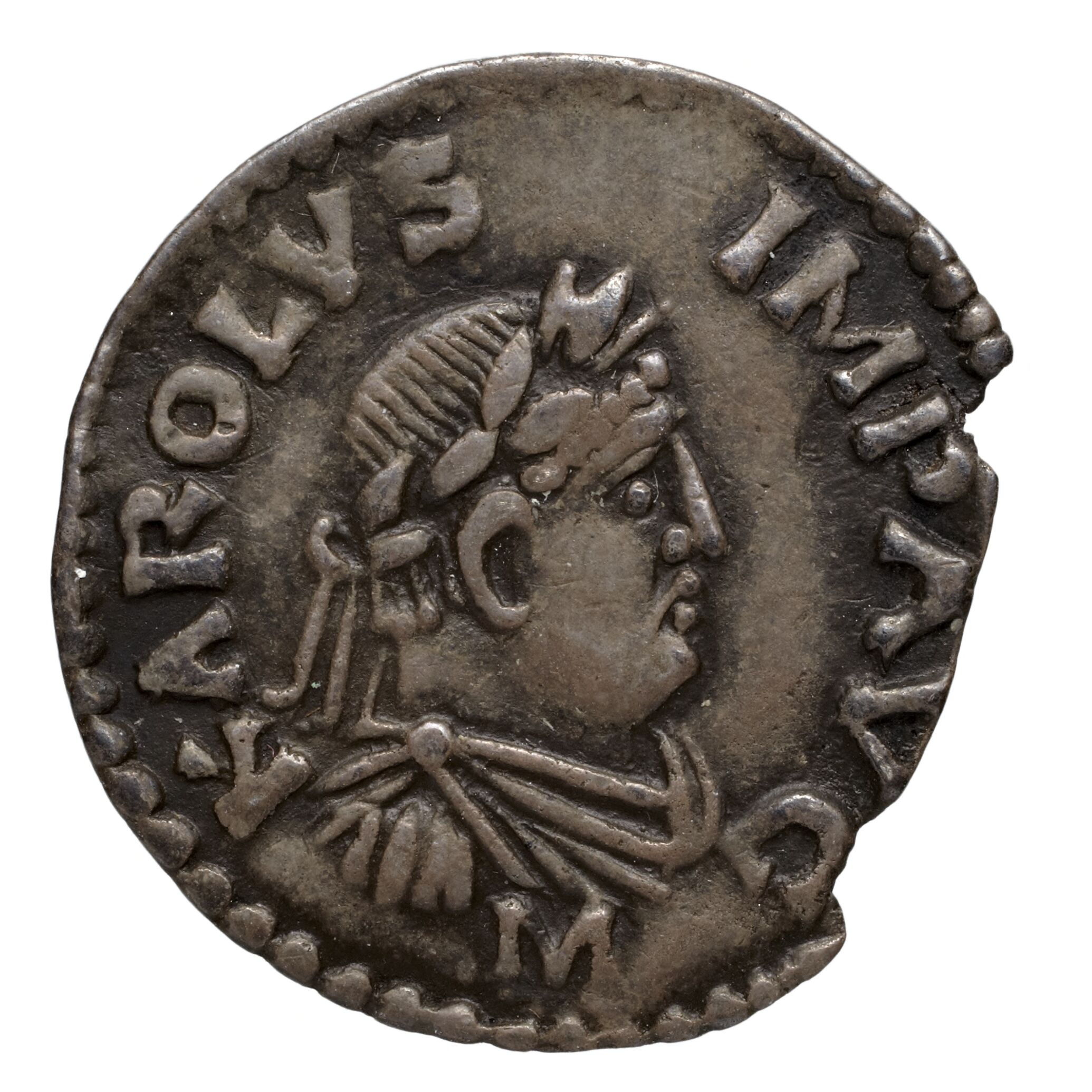
عملة فضية من عهد الإمبراطور شارلمان.

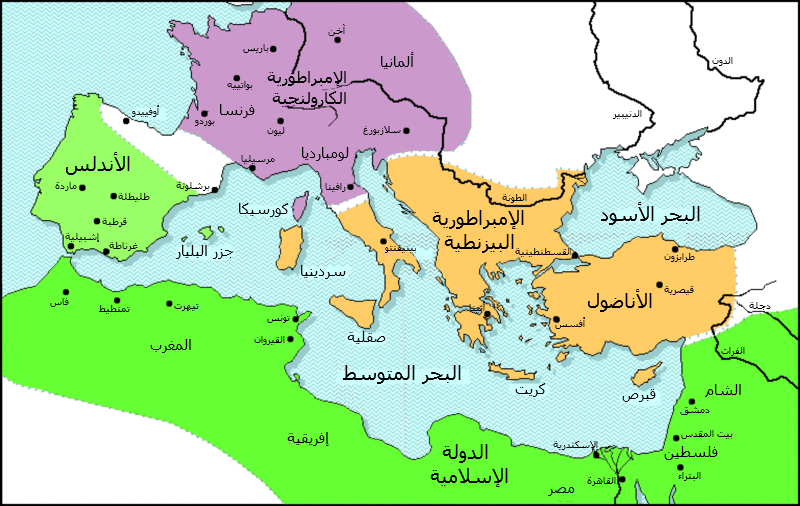
الأربعة ممالك الكبرى في عام 800 بعد الميلاد : الدولة العباسية من بغداد (أخضر) والدولة الأموية (أخضر فاتح) في الأندلس ، والكاروليجية (بنفسجي) ، والدولة البيزنطية (بني).

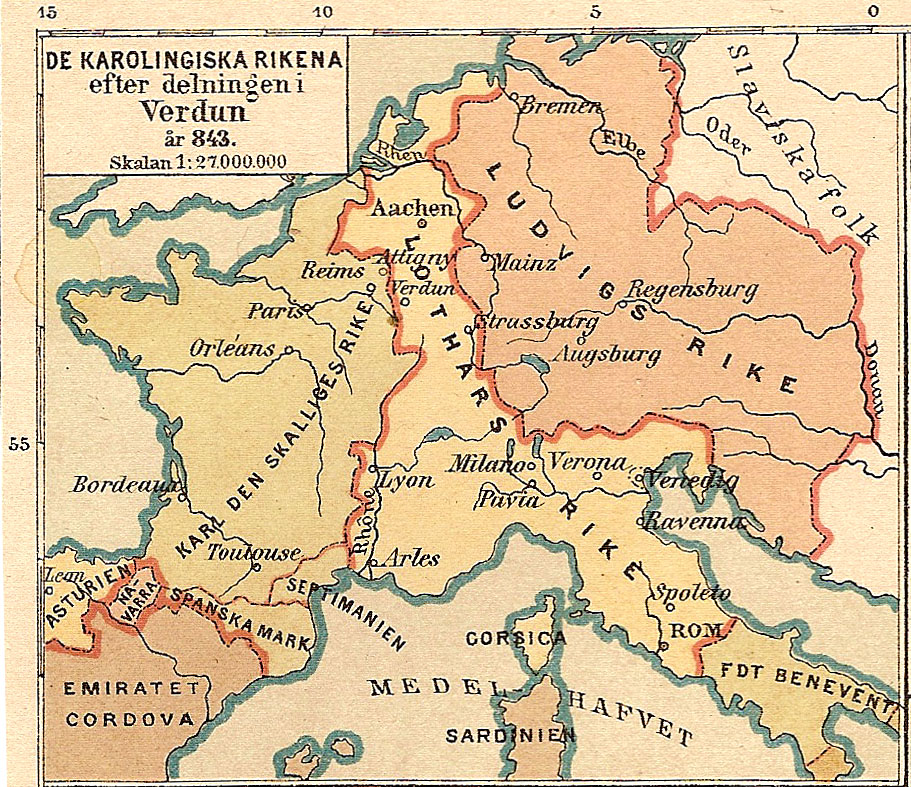
خريطة تاريخية لعهد الكارولينجيين عام 843 بعد الميلاد. في الجنوب إمارة قرطبة في الأندلس.

تمكن ملك الميروفنجي كلوتير الثاني من توحيد مملكة الفرنجة بعد أن قـُسمت إلى أربع مناطق على الأقل وفقاً للتقسيم بين أبناء الملك كلوفيس الأول. نجح كلوتار في ذلك بفضل الدعم من نبلاء أوستراسيا برئاسة بيبين لاندن و أرنُلف متز. خلافا للملكة برونهلدة، أعطى كلوتار صلاحيات واسعة للنبلاء، وكان بيبين وأرنلف أعضاء بارزين في حكمه. عند وفاة كلوتار (629)، تقاعد أرنلف في الدير، ومات بعد ذلك بفترة وجيزة، بينما الملك الجديد داغوبرط شاعراً ربما باضطهاد نبلاء أوستراسيا، نقل البلاط من متز إلى لوتيتيا (باريس) أخذ معه بيبين، الذي كان له في العاصمة الجديدة دعم أقل ويمكن السيطرة عليه بسهولة أكثر. توفي داغوبرط سنة 639 تاركًا أطفالًا، وبعد عام مات بيبين أيضا.
في 631، تولى غرِموَلد ابن بيبين لاندن منصب عمدة القصر، معتقدًا أن الوقت قد حان للانقلاب، أراد تأمين العرش لابنه شِلدبرط. ولكن معارضة النبلاء ردت بشدة فقتل نجله غريموَلد حوالي العام 656.
وُلد بيبين الثاني والد شرل مارتل من الزواج من ابني بيبين وأرنلف. وكان لدى عُـمد القصر سلطات سياسية إدارية كبيرة مسؤولة عن ثروة الملك الشخصية التي لم تكن أقل من المملكة بأسرها. وكانوا يعينون الدوقات والكُنتات، ويتفاوضون بشأن الاتفاقات مع الدول المجاورة، ويديرون الجيش، ويوسعون أراضي المملكة (وخاصة في فريزيا)، بل ووصلوا لدرجة اختيار الملوك الميروفنجيين.
كانت المملكة التي بدأ التعارف على تسميتها فرنسا قد تعرضت للهجوم سواءً من جانب الجماعات الجرمانية المسالمة حتى ذلك الوقت (كالألـامانيين والبافاريين) أو من جانب المسلمين في الدولة الأموية في الأندلس الذين بانتصارهم على القوط الغربيين بإسبانيا حاليا صاروا على حدود دولة الفرنجة وشنوا الغزوات مراراً وتكراراً ووصلوا حتى ساحل بروفنسة علي البحر المتوسط في جنوب فرنسا . في هذا السياق المقلق أدرك النبلاء الإفرنجة حاجتهم إلى قائد قوي وسأمهم من الميروفنجيين (سـُمّوا آنذاك علناً بالملوك الكسالى) فاعترفوا بسلالة عـُمد قصر بيبين الأوسط القوية التي ورثت منه اسم البيبينيين. ولكونهم أيضاً أحفاد القديس «أرنولفو» سموا أرنوفنجية.

## شارلمان

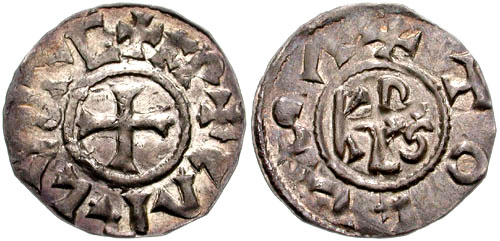
عملة من عهد شارلمان.

كان شرلمان أعظم الملوك الكرولنجيين، الذي توجه البابا لاون الثالث إمبراطورًا في روما عام 800. كانت امبراطوريته ظاهريًا استمرارٌ للامبراطورية الرومانية، أُشير إليها تأريخيًا باسم الامبراطورية الكَرولِنجية. لم يتخل الأباطرة الكرولنجيون عن ممارسة التقاليد الإفرنجية (و الميروفنجية) بتقسيم الميراث بين الورثة، وإن كان مفهوم تجزئة الإمبراطورية مقبولاً أيضاً. كما جعل الكرولنجيون من أبنائهم ملوكا فرعيين في عدة مناطق من الإمبراطورية قد يرثونها بعد وفاة والدهم. بعد وفاة لويس الورع، تقاتل أبناءه الكرولنجيون الثلاثة البالغين والباقين على قيد الحياة بحرب أهلية دامت ثلاث سنوات لم تنته إلا بمعاهدة فردان التي قسمت الامبراطورية إلى ثلاث ممالك وحالة إمبراطورية توافقية وحكم اسمي للوثر الأول. تميز الكَرولِنجيون عن الميروفنجيين برفضهم توريث ابنٍ غير شرعي، ربما في محاولة لمنع الاقتتال بين الورثة ولضمان حد لتقسيم المُلك. ولكن في أواخر القرن التاسع استدعى عدم وجود مناسبين بالغين بين الكرولنجيين ارتقاء أرنُلف كارنتيا، الابن غير الشرعي لملك كرولنجي شرعي.

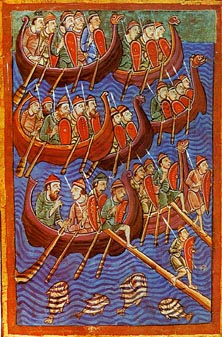
الفايكينغ

انتقل الكرولنجيون في معظم أنحاء مـُلك الامبراطورية سنة 888. حكموا فرنسا الشرقية حتى عام 911 وأمسكوا بعرش فرنسا الغربية بشكل متقطع حتى سنة 987. رغم أنهم أكدوا على حقهم في الحكم وعلى الحق بميراثهم الممنوح إلاهيًا وعلى تحالفهم المعتادة مع الكنيسة، فإنهم لم يستطيعوا تهميش مبدأ الملكية الانتخابية، وخذلتهم دعايتهم على مدى طويل. ظلت فروع كرولنجية تحكم في فرمندة واللورين السفلي بعد وفاة الملك الأخير سنة 987، لكنهم لم يسعوا أبدًا وراء عروش الإمارات وسالموا الأسر الحاكمة الجديدة. من تتويج روبير الثاني ملك فرنسا صغيرًا حاكمًا مشاركًا مع والده أوغو كابيه عميد سلالة الكابيتيين، فانتهى حكم الكرولنجيين.
خلال القرن العاشر الميلادي هاجم الفايكنغ البلاد الأوروبية آتين من اسكندنافيا وحكموها لفترة من الزمان ووصلوا إلى البحر الأبيض المتوسط.

## الملوك الكرولنجيون
في عام 751.م أعلن رئيس البلاط {بيبين الثالث القصير} عدم شرعية حكم شلديرك الثالث لضعفه وعدم كفائته فخلعه بدعم من الباباوية في روما وتوّج نفسه ملكا على فرنسا ليكون أول الملوك الكرولنجيين.

### سلالة الكارولنجية(888-751)
| الصورة | الاسم                 | من            | إلى           | الوفاة | علاقته بسلفه                                                                   | ألقاب                                 |
| ------ | --------------------- | ------------- | ------------- | ------ | ------------------------------------------------------------------------------ | ------------------------------------- |
|        | بيبن، القصير          | 751           | 24 سبتمبر 768 |        | • ابن كارل مارتل وروترود من هيسباي، حفيد الأكبر لـ ثيوديريك الثالث من جهة الأم | ملك الفرنجة                           |
|        | كارلومان الأول        | 24 سبتمبر 768 | 4 ديسمبر 771  |        | • ابن بيبن                                                                     | ملك الفرنجة                           |
|        | شارل الأول، الكبير    | 24 سبتمبر 768 | 28 يناير 814  |        | • شقيق كارلومان الأول                                                          | ملك الفرنجة إمبراطور رومان            |
|        | لويس الأول، التقي     | 28 يناير 814  | 20 يونيو 840  |        | • ابن شارلمان                                                                  | ملك الفرنجة إمبراطور الرومان          |
|        | شارل الثاني، الأصلع   | 20 يونيو 840  | 6 أكتوبر 877  |        | • ابن لويس الأول                                                               | ملك الفرنجة إمبراطور الرومان (875–77) |
|        | لويس الثاني، المُتلعثم | 6 أكتوبر 877  | 10 أبريل 879  |        | • ابن شارل الثاني                                                              | ملك الفرنجة                           |
|        | لويس الثالث           | 10 أبريل 879  | 5 أغسطس 882   |        | • ابن لويس الثاني                                                              | ملك الفرنجة                           |
|        | كارلومان الثاني       | 5 أغسطس 882   | 6 ديسمبر 884  |        | • ابن لويس الثاني                                                              | ملك الفرنجة                           |
|        | شارل الثالث، البدين   | 20 مايو 885   | 13 يناير 888  |        | • ابن لودفيغ الألماني • ابن عم لويس الثالث وكارلومان الثاني • حفيد لويس الأول  | ملك الفرنجة إمبراطور رومان (881–87)   |

### سلالة روبرتيون(888–898)
روبرتيون هم أحد نبلاء المملكة وكانوا يكنوا الولاء للكارولنجيون، وهم أسلاف أسرة الكابيتيون لاحقاً، أودو، كونت باريس تم اختياره من قبل النبلاء ليكون ملك الفرنجة الغربية بعد خلع شارل البدين، توج أودو في كومبين في فبراير 888 من قبل والتر، رئيس أساقفة سانس.
| الصورة | الاسم                                          | من            | إلى         | علاقته بأسلافه                                                                                      | ألقاب                        |
| ------ | ---------------------------------------------- | ------------- | ----------- | --------------------------------------------------------------------------------------------------- | ---------------------------- |
|        | أودو الباريسي (Eudes de Paris)</خsmallخsmall > | 29 فبراير 888 | 1 يناير 898 | • ابن روبرت القوي (روبرتيون) • ربما يكون من سليل كاريبيرت الأول • انتخاب ملكاً ضد الشاب شارل الثالث. | ملك الفرنجة (Roi des Francs) |

### سلالة الكارولنجية (893–922)
شارل اليتيم هو ابن لويس الثاني، ولد بعد وفاته، توج شارل من قِبل بعض فصائل التي عارضت أودو في كاتدرائية ريمس، ومع ذلك لم يصبح شارل ملكاً فعالاً إلا بعد وفاة أودو في 898 .
| الصورة | الاسم                                      | من           | إلى          | علاقته بسلفه                                                               | ألقاب                        |
| ------ | ------------------------------------------ | ------------ | ------------ | -------------------------------------------------------------------------- | ---------------------------- |
|        | شارل الثالث الشجاع (Charles III le Simple) | 28 يناير 898 | 30 يونيو 922 | • ابن لويس الثاني الأصغر • الأخ الغير شقيق لـ كارلومان الثاني ولويس الثالث | ملك الفرنجة (Roi des Francs) |

### روبرتيون (922–923)
| الصورة | الاسم                    | من           | إلى          | علاقته بسلفه          | ألقاب                        |
| ------ | ------------------------ | ------------ | ------------ | --------------------- | ---------------------------- |
|        | روبرت الأول (Robert Ier) | 30 يونيو 922 | 15 يونيو 923 | • شقيق الأصغر لـ أودو | ملك الفرنجة (Roi des Francs) |

### سلالة بوزونيد (923–936)
سلالة بوزونيد تنحدر من بوسو الأكبر، انتخب رودولف ملكاً في 923.
| الصورة | الاسم                    | من           | إلى          | علاقته بسلفه                                | ألقاب                        |
| ------ | ------------------------ | ------------ | ------------ | ------------------------------------------- | ---------------------------- |
|        | رودولف (Raoul de France) | 13 يوليو 923 | 14 يناير 936 | • ابن ريتشارد دوق برغونية • صهر روبرت الأول | ملك الفرنجة (Roi des Francs) |

### سلالة الكارولنجية (936–987)
| الصورة | الاسم                                        | من            | إلى           | علاقته بسلفه      | ألقاب                        |
| ------ | -------------------------------------------- | ------------- | ------------- | ----------------- | ---------------------------- |
|        | لويس الرابع دي أوترمار (Louis IV d'Outremer) | 19 يونيو 936  | 10 سبتمبر 954 | • ابن شارل الثالث | ملك الفرنجة (Roi des Francs) |
|        | لوثير (Lothaire de France)                   | 12 نوفمبر 954 | 2 مارس 986    | • ابن لويس الرابع | ملك الفرنجة (Roi des Francs) |
|        | لويس الخامس                                  | 8 يونيو 986   | 22 مايو 987   | • ابن لوثير       | ملك الفرنجة (Roi des Francs) |

## اقرأ أيضا
- شرلمان
- هارون الرشيد